# John Robbins
John Robbins (n. 26 octombrie 1947, SUA – d. 11 iunie 2025) a fost un autor american, care a popularizat legăturile dintre nutriție, mediu și drepturile animalelor. El este autorul cărții Dietă pentru o nouă Americă (Diet for a New America)  din 1987, o expunere despre legăturile dintre dietă, sănătatea fizică, cruzimea față de animale și ecologism.

## Cărți
- Diet for a New America: How Your Food Choices Affect Your Health, Happiness and the Future of Life on Earth, 1987. ISBN: 978-0915811816
- May All Be Fed: Diet For a New World, 1992.
- Reclaiming Our Health: Exploding the Medical Myth and Embracing the Source of True Healing, 1996.
- The Awakened Heart: Meditations on Finding Harmony in a Changing World, 1997.
- The Food Revolution: How Your Diet Can Help Save Your Life and Our World, 2001.
- Healthy at 100: The Scientifically Proven Secrets of the World’s Healthiest and Longest-Lived Peoples, 2006.
- The New Good Life: Living Better Than Ever in an Age of Less, Ballantine Books, 2010, 304 p. (ISBN: 978-0345519849).
- No Happy Cows: Dispatches from the Frontlines of the Food Revolution, 2012.
- Voices of the Food Revolution: You Can Heal Your Body and Your World with Food!, 6 mai 2013

## Filme
- Diet for a New America (1991), cu Michael Klaper, T. Colin Campbell și John A. McDougall